# Монро (округ, Західна Вірджинія)
Шаблон:StateAbbr_ 37°34′ пн. ш. 80°32′ зх. д. / 37.56° пн. ш. 80.54° зх. д.
Округ  Монро (англ. Monroe County) — округ (графство) у штаті  Західна Вірджинія, США. Ідентифікатор округу 54063.

## Історія
Округ утворений 1799 року.

## Демографія
За даними перепису 2000 року загальне населення округу становило 14583 осіб, зокрема міського населення було 1548, а сільського — 13035. Серед мешканців округу чоловіків було 6470, а жінок — 8113. В окрузі було 5447 домогосподарств, 3885 родин, які мешкали в 7267 будинках. Середній розмір родини становив 2,88.
Віковий розподіл населення поданий у таблиці:
| Стать    | До 15 років | 15-21 | 22-29 | 30-39 | 40-49 | 50-65 | 65-85 | Понад 85 |
| -------- | ----------- | ----- | ----- | ----- | ----- | ----- | ----- | -------- |
| Чоловіки | 1256        | 566   | 590   | 853   | 962   | 1298  | 889   | 56       |
| Жінки    | 1161        | 608   | 926   | 1413  | 1284  | 1424  | 1124  | 173      |

## Суміжні округи
- Ґрінбраєр — північ
- Аллегені, Вірджинія — північний схід
- Крейг, Вірджинія — схід
- Джайлс, Вірджинія — південь
- Саммерс — захід

## Виноски
1. ↑  US Decennial Census. US Census Bureau. Архів оригіналу за 19 липня 2018. Процитовано 10 січня 2014.
2. ↑  Historical Census Browser. University of Virginia Library. Архів оригіналу за 11 серпня 2012. Процитовано 10 січня 2014.
3. ↑  Population of Counties by Decennial Census: 1900 to 1990. US Census Bureau. Архів оригіналу за 3 червня 2013. Процитовано 10 січня 2014.
4. ↑  Census 2000 PHC-T-4. Ranking Tables for Counties: 1990 and 2000 (PDF). US Census Bureau. Архів оригіналу (PDF) за 18 грудня 2014. Процитовано 10 січня 2014.
5. ↑  State & County QuickFacts. Бюро перепису населення США. Архів оригіналу за 7 червня 2011. Процитовано 10 січня 2014.(англ.) Наведено за англійською вікіпедією.
6. ↑  American FactFinder. Бюро перепису населення США. Архів оригіналу за 26 лютого 2012. Процитовано 31 січня 2008.

| США | Це незавершена стаття з географії США. Ви можете допомогти проєкту, виправивши або дописавши її. |